# Lasse Sarri
Lars ("Lasse") Edvin Sarri, född 3 februari 1936 i Stockholm, död 18 januari 2018 i Enskede distrikt i Stockholm, var en svensk skådespelare, regissör, manusförfattare och TV-producent.

## Biografi
Sarri var son till målaren Edvin Sarri och presserskan Stina Sarri (född Hedlund). Han växte upp vid Hornstull på Södermalm började spela teater vid Lilla scenens barnteaterverksamhet och medverkade 1943 i en pjäs om Gustaf III på Radioteatern och från 1947 (Två skälmar i Paradiset) spelade han i flera scenproduktioner på bland annat Dramaten och Blancheteatern.
På film blev han sedan debuten i Elof Ahrles Sextetten Karlsson (1945) känd som barn- och ungdomsskådespelare i en rad filmer, inte minst i samarbete med Ingmar Bergman och Gustaf Molander i exempelvis Kvinna utan ansikte (1947), Eva (1948) och Fängelse (1949), Alf Sjöbergs Iris och löjtnantshjärta och filmer med Alice Babs. Han uppmärksammades för rollen som missanpassad yngling i Vägen genom Skå (1957). Han avbröt gymnasiestudierna vid Södra Latin för att ägna sig helt åt skådespeleriet. Förutom Helsingborgs stadsteater turnerade han under 1950-talet med flera produktioner runt landet.
Han började även ägna sig åt filmproduktion med filmbolaget Cosmosfilm och övergick på 1960-talet alltmer till att själv regissera och producera ungdomsfilmer för Sveriges Television. Sarri startade programmet Måndagsposten och bidrog med brevfilmerna i programmet Bullen.

### Familj
Lasse Sarri var till sin död gift med skådespelaren Inga Sarri. Han är far till Pelle Sarri och skådespelaren Olle Sarri.

## Filmografi (urval)
- 1945 – Sextetten Karlsson
- 1946 – Iris och löjtnantshjärta
- 1947 – Kvarterets olycksfågel
- 1947 – Får jag lov, magistern!
- 1947 – Kvinna utan ansikte
- 1947 – Konsten att älska
- 1948 – Eva
- 1949 – Fängelse
- 1950 – Kvartetten som sprängdes
- 1950 – Kastrullresan
- 1951 – Bärande hav
- 1952 – Trots
- 1953 – Ogift fader sökes
- 1955 – Danssalongen
- 1955 – Het är min längtan
- 1956 – Swing it, fröken
- 1957 – Vägen genom Skå
- 1981 – Sopor
- 2009 – Äntligen midsommar!

### Regi
- 1962 – Torpet
- 1965 – Verandan
- 1965 – Farlig kurs (TV-serie)
- 1970 – Två man saknas
- 1979 – Pojken som lånade ut sin röst (TV-serie)
- 1985 – Rädda Joppe - död eller levande
- 1987 – Peta näsan (TV-serie)

### Manus
- 1979 – Pojken som lånade ut sin röst (TV-serie)
- 1981 – Djävla Robert (TV-film)[5]

## Teater

### Roller
| År   | Roll                      | Produktion                     | Regi             | Teater                   |
| ---- | ------------------------- | ------------------------------ | ---------------- | ------------------------ |
| 1951 | Robert "Bibi" Bonnard     | Lyckliga tid Samuel A. Taylor  | Ingrid Luterkort | Helsingborgs stadsteater |
| 1954 | Kung Nicolas av Karpatien | Prins på vift Terence Rattigan | Per Gerhard      | Vasateatern              |
| 1957 | Anna Claras bror          | Anna Clara Harriet Hjorth      | Gösta Jonsson    | Riksteatern              |

### Fotnoter
1. ↑  ”Annonser för Lars Sarri”. Fonus. https://minnessidor.fonus.se/memorial_page/memorial_page_ads.php?order_id=3461919&set_site_id=2&cat=ads&sign=5b1fd7e22e66b21613d724d51fdc6a7a.
2. 1 2 3  ”Lasse Sarri”. Svensk Filmdatabas. http://sfi.se/sv/svensk-filmdatabas/Item/?type=PERSON&itemid=62190&iv=OVERVIEW. Läst 18 augusti 2012.
3. ↑  ”406 (Vem är hon)”. runeberg.org. 25 februari 1988. https://runeberg.org/vemarhon/0406.html. Läst 6 december 2022.
4. ↑  ”DN gratulerar: Lördagsträff med Lasse Sarri”. 3 februari 2001. https://www.dn.se/arkiv/familj/dn-gratulerar-lordagstraff-med-lasse-sarri/. Läst 4 februari 2018.
5. ↑  ”Djävla Robert”. Arkiverad från originalet den 20 december 2015. https://web.archive.org/web/20151220002443/http://www.oppetarkiv.se/video/2010665/djavla-robert. Läst 10 september 2022.
6. ↑  ”Teater Film Musik: 'Lyckliga tid' i Hälsingborg”. Dagens Nyheter:  s. 11. 16 november 1951. https://arkivet.dn.se/tidning/1951-11-16/311/11. Läst 3 juni 2018.
7. ↑  Ebbe Linde (18 september 1954). ”Prins på vift”. Dagens Nyheter:  s. 9. http://arkivet.dn.se/arkivet/tidning/1954-09-18/253/9. Läst 22 augusti 2015.
8. ↑  ”Anna Clara reser på skolturné”. Dagens Nyheter:  s. 12. 21 februari 1957. https://arkivet.dn.se/tidning/1957-02-21/51/12. Läst 2 maj 2021.